# روابط تاجیکستان و مالزی
روابط مالزی و تاجیکستان روابط دیپلماتیک میان مالزی و تاجیکستان است. سفارت مالزی در تاشکند، ازبکستان نیز نماینده تاجیکستان است، در حالی که تاجیکستان در امپانگ، سلانگور سفارت دارد. هر دو کشور از روابط گرم دیپلماتیک برخوردار بوده و مایل به تلاش سازنده برای پیشرفت هستند.

## تاریخ
روابط دو کشور از ۱۱ مارس ۱۹۹۲ برقرار شده‌است. در سال ۲۰۱۴، رئیس‌جمهور تاجیکستان امامعلی رحمان به همراه همسرش به دعوت یانگ دی پرتوان آگونگ توانکو و عبدالحلیم معظم شاه به ملاقات رسمی رفتند.

## روابط اقتصادی
روابط تجاری بین دو کشور در سال ۲۰۱۳ بالغ بر ۵٫۵ میلیارد دلار ثبت شده‌است و تعدادی از شرکت‌های مالزیایی مشتاق کشف فرصت‌های تجاری در تاجیکستان هستند. هر دو کشور توافق کردند که همکاری‌ها عمدتاً در گسترش همکاری‌های سیاسی، اقتصادی، سرمایه‌گذاری، تجاری، علمی، فنی و فرهنگی گسترش یابد، همان‌طور که نجیب رزاک نخست‌وزیر مالزی در دیدار خود با امام‌علی اظهار داشت. جدا از آن، پنج تفاهم نامه دربارهٔ مشاوره دوجانبه، همکاری در زمینه‌های آموزش عالی، جهانگردی، تربیت بدنی و ورزش، تفاهم نامه با شورای المپیک مالزی (OCM) و توافق‌نامه اقتصادی، فنی و اقتصادی همکاری علمی امضا شد. در سال ۲۰۱۳ انتظار می‌رود مالزی نیروگاهی با ظرفیت ۳۰۰ مگاوات در شمال تاجیکستان احداث کرده‌است.

## روابط آموزش و پرورش
بیش از ۲۰۰ تاجیک تحصیلات خود را در مالزی دنبال می‌کنند و در دانشگاه‌ها و موسسات آموزشی مالزی آموزش می‌بینند. وزارت آموزش و علوم تاجیکستان همچنین تفاهم نامه ای را با دانشگاه فناوری خلاق لیمکوکووینگ مالزی برای ایجاد شعبه از دانشگاه در تاجیکستان امضا کرده‌است.